# Norellisoma seguyi
Norellisoma seguyi är en tvåvingeart som beskrevs av Sifner 1972. Norellisoma seguyi ingår i släktet Norellisoma och familjen kolvflugor. Inga underarter finns listade i Catalogue of Life.